# Montenegrijns handbalteam (vrouwen)
Het Montenegrijns handbalteam is het nationale team van Montenegro voor vrouwen. Het team vertegenwoordigt de Rukometni savez Crne Gore.

## Resultaten

### Olympische Spelen
| Olympische Spelen | Olympische Spelen                                                  | Olympische Spelen                                                  | Olympische Spelen                                                  | Olympische Spelen                                                  | Olympische Spelen                                                  | Olympische Spelen                                                  | Olympische Spelen                                                  | Olympische Spelen                                                  |
| Jaar (teams)      | Resultaat                                                          | Wed                                                                | W                                                                  | G                                                                  | V                                                                  | DV                                                                 | DT                                                                 | DS                                                                 |
| ----------------- | ------------------------------------------------------------------ | ------------------------------------------------------------------ | ------------------------------------------------------------------ | ------------------------------------------------------------------ | ------------------------------------------------------------------ | ------------------------------------------------------------------ | ------------------------------------------------------------------ | ------------------------------------------------------------------ |
| 1976 (6)          | Onderdeel van Joegoslavië (niet gekwalificeerd)                    | Onderdeel van Joegoslavië (niet gekwalificeerd)                    | Onderdeel van Joegoslavië (niet gekwalificeerd)                    | Onderdeel van Joegoslavië (niet gekwalificeerd)                    | Onderdeel van Joegoslavië (niet gekwalificeerd)                    | Onderdeel van Joegoslavië (niet gekwalificeerd)                    | Onderdeel van Joegoslavië (niet gekwalificeerd)                    | Onderdeel van Joegoslavië (niet gekwalificeerd)                    |
| 1980 (6)          | Onderdeel van Joegoslavië (gekwalificeerd)                         | Onderdeel van Joegoslavië (gekwalificeerd)                         | Onderdeel van Joegoslavië (gekwalificeerd)                         | Onderdeel van Joegoslavië (gekwalificeerd)                         | Onderdeel van Joegoslavië (gekwalificeerd)                         | Onderdeel van Joegoslavië (gekwalificeerd)                         | Onderdeel van Joegoslavië (gekwalificeerd)                         | Onderdeel van Joegoslavië (gekwalificeerd)                         |
| 1984 (6)          | Onderdeel van Joegoslavië (gekwalificeerd)                         | Onderdeel van Joegoslavië (gekwalificeerd)                         | Onderdeel van Joegoslavië (gekwalificeerd)                         | Onderdeel van Joegoslavië (gekwalificeerd)                         | Onderdeel van Joegoslavië (gekwalificeerd)                         | Onderdeel van Joegoslavië (gekwalificeerd)                         | Onderdeel van Joegoslavië (gekwalificeerd)                         | Onderdeel van Joegoslavië (gekwalificeerd)                         |
| 1988 (8)          | Onderdeel van Joegoslavië (gekwalificeerd)                         | Onderdeel van Joegoslavië (gekwalificeerd)                         | Onderdeel van Joegoslavië (gekwalificeerd)                         | Onderdeel van Joegoslavië (gekwalificeerd)                         | Onderdeel van Joegoslavië (gekwalificeerd)                         | Onderdeel van Joegoslavië (gekwalificeerd)                         | Onderdeel van Joegoslavië (gekwalificeerd)                         | Onderdeel van Joegoslavië (gekwalificeerd)                         |
| 1992 (8)          | Onderdeel van Joegoslavië (gekwalificeerd, maar later uitgesloten) | Onderdeel van Joegoslavië (gekwalificeerd, maar later uitgesloten) | Onderdeel van Joegoslavië (gekwalificeerd, maar later uitgesloten) | Onderdeel van Joegoslavië (gekwalificeerd, maar later uitgesloten) | Onderdeel van Joegoslavië (gekwalificeerd, maar later uitgesloten) | Onderdeel van Joegoslavië (gekwalificeerd, maar later uitgesloten) | Onderdeel van Joegoslavië (gekwalificeerd, maar later uitgesloten) | Onderdeel van Joegoslavië (gekwalificeerd, maar later uitgesloten) |
| 1996 (8)          | Onderdeel van Joegoslavië (niet gekwalificeerd)                    | Onderdeel van Joegoslavië (niet gekwalificeerd)                    | Onderdeel van Joegoslavië (niet gekwalificeerd)                    | Onderdeel van Joegoslavië (niet gekwalificeerd)                    | Onderdeel van Joegoslavië (niet gekwalificeerd)                    | Onderdeel van Joegoslavië (niet gekwalificeerd)                    | Onderdeel van Joegoslavië (niet gekwalificeerd)                    | Onderdeel van Joegoslavië (niet gekwalificeerd)                    |
| 2000 (10)         | Onderdeel van Joegoslavië (gekwalificeerd)                         | Onderdeel van Joegoslavië (gekwalificeerd)                         | Onderdeel van Joegoslavië (gekwalificeerd)                         | Onderdeel van Joegoslavië (gekwalificeerd)                         | Onderdeel van Joegoslavië (gekwalificeerd)                         | Onderdeel van Joegoslavië (gekwalificeerd)                         | Onderdeel van Joegoslavië (gekwalificeerd)                         | Onderdeel van Joegoslavië (gekwalificeerd)                         |
| 2004 (10)         | Onderdeel van Servië en Montenegro                                 | Onderdeel van Servië en Montenegro                                 | Onderdeel van Servië en Montenegro                                 | Onderdeel van Servië en Montenegro                                 | Onderdeel van Servië en Montenegro                                 | Onderdeel van Servië en Montenegro                                 | Onderdeel van Servië en Montenegro                                 | Onderdeel van Servië en Montenegro                                 |
| 2008 (12)         | Niet gekwalificeerd                                                | Niet gekwalificeerd                                                | Niet gekwalificeerd                                                | Niet gekwalificeerd                                                | Niet gekwalificeerd                                                | Niet gekwalificeerd                                                | Niet gekwalificeerd                                                | Niet gekwalificeerd                                                |
| 2012 (12)         | 2de                                                                | 8                                                                  | 4                                                                  | 1                                                                  | 3                                                                  |                                                                    |                                                                    |                                                                    |
| 2016 (12)         | 11de                                                               | 5                                                                  | 0                                                                  | 0                                                                  | 5                                                                  |                                                                    |                                                                    |                                                                    |
| 2020 (12)         | 6de                                                                | 6                                                                  | 2                                                                  | 0                                                                  | 4                                                                  | 165                                                                | 174                                                                | −9                                                                 |
| Totaal            | 3/4                                                                | 19                                                                 | 6                                                                  | 1                                                                  | 12                                                                 |                                                                    |                                                                    |                                                                    |

 Kampioenen   Runners-up   Derde plaats   Vierde plaats

### Wereldkampioenschap
| Wereldkampioenschap | Wereldkampioenschap                | Wereldkampioenschap                | Wereldkampioenschap                | Wereldkampioenschap                | Wereldkampioenschap                | Wereldkampioenschap                | Wereldkampioenschap                | Wereldkampioenschap                |
| Jaar                | Resultaat                          | Wed                                | W                                  | G                                  | V                                  | DV                                 | DT                                 | DS                                 |
| ------------------- | ---------------------------------- | ---------------------------------- | ---------------------------------- | ---------------------------------- | ---------------------------------- | ---------------------------------- | ---------------------------------- | ---------------------------------- |
| 1957                | Onderdeel van Joegoslavië          | Onderdeel van Joegoslavië          | Onderdeel van Joegoslavië          | Onderdeel van Joegoslavië          | Onderdeel van Joegoslavië          | Onderdeel van Joegoslavië          | Onderdeel van Joegoslavië          | Onderdeel van Joegoslavië          |
| 1962                | Onderdeel van Joegoslavië          | Onderdeel van Joegoslavië          | Onderdeel van Joegoslavië          | Onderdeel van Joegoslavië          | Onderdeel van Joegoslavië          | Onderdeel van Joegoslavië          | Onderdeel van Joegoslavië          | Onderdeel van Joegoslavië          |
| 1965                | Onderdeel van Joegoslavië          | Onderdeel van Joegoslavië          | Onderdeel van Joegoslavië          | Onderdeel van Joegoslavië          | Onderdeel van Joegoslavië          | Onderdeel van Joegoslavië          | Onderdeel van Joegoslavië          | Onderdeel van Joegoslavië          |
| 1971                | Onderdeel van Joegoslavië          | Onderdeel van Joegoslavië          | Onderdeel van Joegoslavië          | Onderdeel van Joegoslavië          | Onderdeel van Joegoslavië          | Onderdeel van Joegoslavië          | Onderdeel van Joegoslavië          | Onderdeel van Joegoslavië          |
| 1973                | Onderdeel van Joegoslavië          | Onderdeel van Joegoslavië          | Onderdeel van Joegoslavië          | Onderdeel van Joegoslavië          | Onderdeel van Joegoslavië          | Onderdeel van Joegoslavië          | Onderdeel van Joegoslavië          | Onderdeel van Joegoslavië          |
| 1975                | Onderdeel van Joegoslavië          | Onderdeel van Joegoslavië          | Onderdeel van Joegoslavië          | Onderdeel van Joegoslavië          | Onderdeel van Joegoslavië          | Onderdeel van Joegoslavië          | Onderdeel van Joegoslavië          | Onderdeel van Joegoslavië          |
| 1978                | Onderdeel van Joegoslavië          | Onderdeel van Joegoslavië          | Onderdeel van Joegoslavië          | Onderdeel van Joegoslavië          | Onderdeel van Joegoslavië          | Onderdeel van Joegoslavië          | Onderdeel van Joegoslavië          | Onderdeel van Joegoslavië          |
| 1982                | Onderdeel van Joegoslavië          | Onderdeel van Joegoslavië          | Onderdeel van Joegoslavië          | Onderdeel van Joegoslavië          | Onderdeel van Joegoslavië          | Onderdeel van Joegoslavië          | Onderdeel van Joegoslavië          | Onderdeel van Joegoslavië          |
| 1986                | Onderdeel van Joegoslavië          | Onderdeel van Joegoslavië          | Onderdeel van Joegoslavië          | Onderdeel van Joegoslavië          | Onderdeel van Joegoslavië          | Onderdeel van Joegoslavië          | Onderdeel van Joegoslavië          | Onderdeel van Joegoslavië          |
| 1990                | Onderdeel van Joegoslavië          | Onderdeel van Joegoslavië          | Onderdeel van Joegoslavië          | Onderdeel van Joegoslavië          | Onderdeel van Joegoslavië          | Onderdeel van Joegoslavië          | Onderdeel van Joegoslavië          | Onderdeel van Joegoslavië          |
| 1993                | Onderdeel van Joegoslavië          | Onderdeel van Joegoslavië          | Onderdeel van Joegoslavië          | Onderdeel van Joegoslavië          | Onderdeel van Joegoslavië          | Onderdeel van Joegoslavië          | Onderdeel van Joegoslavië          | Onderdeel van Joegoslavië          |
| 1995                | Onderdeel van Joegoslavië          | Onderdeel van Joegoslavië          | Onderdeel van Joegoslavië          | Onderdeel van Joegoslavië          | Onderdeel van Joegoslavië          | Onderdeel van Joegoslavië          | Onderdeel van Joegoslavië          | Onderdeel van Joegoslavië          |
| 1997                | Onderdeel van Joegoslavië          | Onderdeel van Joegoslavië          | Onderdeel van Joegoslavië          | Onderdeel van Joegoslavië          | Onderdeel van Joegoslavië          | Onderdeel van Joegoslavië          | Onderdeel van Joegoslavië          | Onderdeel van Joegoslavië          |
| 1999                | Onderdeel van Joegoslavië          | Onderdeel van Joegoslavië          | Onderdeel van Joegoslavië          | Onderdeel van Joegoslavië          | Onderdeel van Joegoslavië          | Onderdeel van Joegoslavië          | Onderdeel van Joegoslavië          | Onderdeel van Joegoslavië          |
| 2001                | Onderdeel van Joegoslavië          | Onderdeel van Joegoslavië          | Onderdeel van Joegoslavië          | Onderdeel van Joegoslavië          | Onderdeel van Joegoslavië          | Onderdeel van Joegoslavië          | Onderdeel van Joegoslavië          | Onderdeel van Joegoslavië          |
| 2003                | Onderdeel van Joegoslavië          | Onderdeel van Joegoslavië          | Onderdeel van Joegoslavië          | Onderdeel van Joegoslavië          | Onderdeel van Joegoslavië          | Onderdeel van Joegoslavië          | Onderdeel van Joegoslavië          | Onderdeel van Joegoslavië          |
| 2005                | Onderdeel van Servië en Montenegro | Onderdeel van Servië en Montenegro | Onderdeel van Servië en Montenegro | Onderdeel van Servië en Montenegro | Onderdeel van Servië en Montenegro | Onderdeel van Servië en Montenegro | Onderdeel van Servië en Montenegro | Onderdeel van Servië en Montenegro |
| 2007                | Niet gekwalificeerd                | Niet gekwalificeerd                | Niet gekwalificeerd                | Niet gekwalificeerd                | Niet gekwalificeerd                | Niet gekwalificeerd                | Niet gekwalificeerd                | Niet gekwalificeerd                |
| 2009                | Niet gekwalificeerd                | Niet gekwalificeerd                | Niet gekwalificeerd                | Niet gekwalificeerd                | Niet gekwalificeerd                | Niet gekwalificeerd                | Niet gekwalificeerd                | Niet gekwalificeerd                |
| 2011                | 10de                               | 6                                  | 3                                  | 0                                  | 3                                  |                                    |                                    |                                    |
| 2013                | 11de                               | 6                                  | 4                                  | 0                                  | 2                                  |                                    |                                    |                                    |
| 2015                | 8ste                               | 9                                  | 5                                  | 1                                  | 3                                  |                                    |                                    |                                    |
| 2017                | 6de                                | 7                                  | 3                                  | 1                                  | 3                                  |                                    |                                    |                                    |
| 2019                | 5de                                | 9                                  | 7                                  | 0                                  | 2                                  |                                    |                                    |                                    |
| 2021                | 22ste                              | 6                                  | 1                                  | 0                                  | 5                                  |                                    |                                    |                                    |
| Totaal              | 6/8                                | 43                                 | 23                                 | 2                                  | 18                                 |                                    |                                    |                                    |

 Kampioenen   Runners-up   Derde plaats   Vierde plaats

### Europees kampioenschap
| Europees kampioenschap | Europees kampioenschap            | Europees kampioenschap            | Europees kampioenschap            | Europees kampioenschap            | Europees kampioenschap            | Europees kampioenschap            | Europees kampioenschap            | Europees kampioenschap            | Europees kampioenschap            |
| Jaar (teams)           | Resultaat                         | Wed                               | W                                 | G                                 | V                                 | DV                                | DT                                | DS                                | Kwal                              |
| ---------------------- | --------------------------------- | --------------------------------- | --------------------------------- | --------------------------------- | --------------------------------- | --------------------------------- | --------------------------------- | --------------------------------- | --------------------------------- |
| 1994 (12)              | Deel van Joegoslavië              | Deel van Joegoslavië              | Deel van Joegoslavië              | Deel van Joegoslavië              | Deel van Joegoslavië              | Deel van Joegoslavië              | Deel van Joegoslavië              | Deel van Joegoslavië              | Deel van Joegoslavië              |
| 1996 (12)              | Deel van Joegoslavië              | Deel van Joegoslavië              | Deel van Joegoslavië              | Deel van Joegoslavië              | Deel van Joegoslavië              | Deel van Joegoslavië              | Deel van Joegoslavië              | Deel van Joegoslavië              | Deel van Joegoslavië              |
| 1998 (12)              | Deel van Joegoslavië              | Deel van Joegoslavië              | Deel van Joegoslavië              | Deel van Joegoslavië              | Deel van Joegoslavië              | Deel van Joegoslavië              | Deel van Joegoslavië              | Deel van Joegoslavië              | Deel van Joegoslavië              |
| 2000 (12)              | Deel van Joegoslavië              | Deel van Joegoslavië              | Deel van Joegoslavië              | Deel van Joegoslavië              | Deel van Joegoslavië              | Deel van Joegoslavië              | Deel van Joegoslavië              | Deel van Joegoslavië              | Deel van Joegoslavië              |
| 2002 (16)              | Deel van Joegoslavië              | Deel van Joegoslavië              | Deel van Joegoslavië              | Deel van Joegoslavië              | Deel van Joegoslavië              | Deel van Joegoslavië              | Deel van Joegoslavië              | Deel van Joegoslavië              | Deel van Joegoslavië              |
| 2004 (16)              | Deel van Servië en Montenegro     | Deel van Servië en Montenegro     | Deel van Servië en Montenegro     | Deel van Servië en Montenegro     | Deel van Servië en Montenegro     | Deel van Servië en Montenegro     | Deel van Servië en Montenegro     | Deel van Servië en Montenegro     | Deel van Servië en Montenegro     |
| 2006 (16)              | Niet deelgenomen aan kwalificatie | Niet deelgenomen aan kwalificatie | Niet deelgenomen aan kwalificatie | Niet deelgenomen aan kwalificatie | Niet deelgenomen aan kwalificatie | Niet deelgenomen aan kwalificatie | Niet deelgenomen aan kwalificatie | Niet deelgenomen aan kwalificatie | Niet deelgenomen aan kwalificatie |
| 2008 (16)              | Niet gekwalificeerd               | Niet gekwalificeerd               | Niet gekwalificeerd               | Niet gekwalificeerd               | Niet gekwalificeerd               | Niet gekwalificeerd               | Niet gekwalificeerd               | Niet gekwalificeerd               | Niet gekwalificeerd               |
| 2010 (16)              | 6de                               | 7                                 | 4                                 | 0                                 | 3                                 | 170                               | 169                               | +1                                | (Kwal.)                           |
| 2012 (16)              | 1ste                              | 8                                 | 7                                 | 0                                 | 1                                 | 215                               | 196                               | +19                               | (Kwal.)                           |
| 2014 (16)              | 4de                               | 8                                 | 5                                 | 0                                 | 3                                 | 199                               | 187                               | +12                               | (Kwal.)                           |
| 2016 (16)              | 13de                              | 3                                 | 1                                 | 0                                 | 2                                 | 63                                | 70                                | −7                                | (Kwal.)                           |
| 2018 (16)              | 9de                               | 6                                 | 3                                 | 0                                 | 3                                 | 160                               | 160                               | 0                                 | (Kwal.)                           |
| 2020 (16)              | 8ste                              | 6                                 | 3                                 | 1                                 | 3                                 | 148                               | 152                               | −4                                | (Kwal.)                           |
| 2022 (16)              | 3de                               | 8                                 | 5                                 | 0                                 | 3                                 | 214                               | 226                               | -12                               | (Gastland)                        |
| Totaal                 | 7/9                               | 44                                | 28                                | 1                                 | 17                                | 1.169                             | 1.160                             | +9                                |                                   |

 Kampioenen   Runners-up   Derde plaats   Vierde plaats

### Middellandse Zeespelen
De Middellandse Zeespelen is een sportevenement voor landen die een kust hebben aan de Middellandse Zee, en voor enkele andere landen die in de buurt van de zee liggen.
| Middellandse Zeespelen | Middellandse Zeespelen             | Middellandse Zeespelen             | Middellandse Zeespelen             | Middellandse Zeespelen             | Middellandse Zeespelen             | Middellandse Zeespelen             | Middellandse Zeespelen             | Middellandse Zeespelen             |
| Jaar                   | Resultaat                          | Wed                                | W                                  | G                                  | V                                  | DV                                 | DT                                 | DS                                 |
| ---------------------- | ---------------------------------- | ---------------------------------- | ---------------------------------- | ---------------------------------- | ---------------------------------- | ---------------------------------- | ---------------------------------- | ---------------------------------- |
| 1979                   | Onderdeel van Joegoslavië          | Onderdeel van Joegoslavië          | Onderdeel van Joegoslavië          | Onderdeel van Joegoslavië          | Onderdeel van Joegoslavië          | Onderdeel van Joegoslavië          | Onderdeel van Joegoslavië          | Onderdeel van Joegoslavië          |
| 1983                   | Onderdeel van Joegoslavië          | Onderdeel van Joegoslavië          | Onderdeel van Joegoslavië          | Onderdeel van Joegoslavië          | Onderdeel van Joegoslavië          | Onderdeel van Joegoslavië          | Onderdeel van Joegoslavië          | Onderdeel van Joegoslavië          |
| 1987                   | Onderdeel van Joegoslavië          | Onderdeel van Joegoslavië          | Onderdeel van Joegoslavië          | Onderdeel van Joegoslavië          | Onderdeel van Joegoslavië          | Onderdeel van Joegoslavië          | Onderdeel van Joegoslavië          | Onderdeel van Joegoslavië          |
| 1991                   | Onderdeel van Joegoslavië          | Onderdeel van Joegoslavië          | Onderdeel van Joegoslavië          | Onderdeel van Joegoslavië          | Onderdeel van Joegoslavië          | Onderdeel van Joegoslavië          | Onderdeel van Joegoslavië          | Onderdeel van Joegoslavië          |
| 1993                   | Onderdeel van Joegoslavië          | Onderdeel van Joegoslavië          | Onderdeel van Joegoslavië          | Onderdeel van Joegoslavië          | Onderdeel van Joegoslavië          | Onderdeel van Joegoslavië          | Onderdeel van Joegoslavië          | Onderdeel van Joegoslavië          |
| 1997                   | Onderdeel van Joegoslavië          | Onderdeel van Joegoslavië          | Onderdeel van Joegoslavië          | Onderdeel van Joegoslavië          | Onderdeel van Joegoslavië          | Onderdeel van Joegoslavië          | Onderdeel van Joegoslavië          | Onderdeel van Joegoslavië          |
| 2001                   | Onderdeel van Joegoslavië          | Onderdeel van Joegoslavië          | Onderdeel van Joegoslavië          | Onderdeel van Joegoslavië          | Onderdeel van Joegoslavië          | Onderdeel van Joegoslavië          | Onderdeel van Joegoslavië          | Onderdeel van Joegoslavië          |
| 2005                   | Onderdeel van Servië en Montenegro | Onderdeel van Servië en Montenegro | Onderdeel van Servië en Montenegro | Onderdeel van Servië en Montenegro | Onderdeel van Servië en Montenegro | Onderdeel van Servië en Montenegro | Onderdeel van Servië en Montenegro | Onderdeel van Servië en Montenegro |
| 2009                   | 3de                                |                                    |                                    |                                    |                                    |                                    |                                    |                                    |
| 2013                   | 4de                                |                                    |                                    |                                    |                                    |                                    |                                    |                                    |
| 2018                   | 2de                                | 6                                  | 5                                  | 0                                  | 1                                  | 181                                | 135                                | +46                                |
| Totaal                 | 3/3                                |                                    |                                    |                                    |                                    |                                    |                                    |                                    |

 Kampioenen   Runners-up   Derde plaats   Vierde plaats

## Team

### Coaching historie
| Periode      | Bondscoach      |
| ------------ | --------------- |
| 2006 - 2008  | Nikola Petrović |
| 2008 - 2010  | Gyula Zsiga     |
| 2010 - 2017  | Dragan Adžić    |
| 2017 - heden | Per Johansson   |

### Belangrijke speelsters
Verschillende Montegrijnse speelsters zijn individueel onderscheiden op internationale toernooien, ofwel als "meest waardevolle speelster", topscoorder of als lid van het All-Star Team.
All-Star Team
- Katarina Bulatović (rechteropbouw), Europees kampioenschap 2012
- Majda Mehmedović (linkerhoek), Europees kampioenschap 2018
- Jovanka Radičević (rechterhoek), wereldkampioenschap 2019, Europees kampioenschap 2020, , Europees kampioenschap 2022

## Interlands
Hieronder een lijst van alle officiële wedstrijden van het nationale vrouwenteam van Montenegro.
| Datum      | Tegenstander           | Resultaat | Plaats               | Toeschouwers | Competitie                                       |
| ---------- | ---------------------- | --------- | -------------------- | ------------ | ------------------------------------------------ |
| 28/11/2006 | Bulgarije              | 32–28     | Cheb                 | 300          | Wereldkampioenschap kwalificatie 2007            |
| 29/11/2006 | Turkije                | 30–28     | Cheb                 | 250          | Wereldkampioenschap kwalificatie 2007            |
| 01/12/2006 | Tsjechië               | 23–24     | Cheb                 | 2.000        | Wereldkampioenschap kwalificatie 2007            |
| 02/12/2006 | Bosnië en Herzegovina  | 31–27     | Cheb                 | 200          | Wereldkampioenschap kwalificatie 2007            |
| 03/12/2006 | Griekenland            | 35–24     | Cheb                 | 200          | Wereldkampioenschap kwalificatie 2007            |
| 27/11/2007 | Azerbeidzjan           | 31–21     | Michalovce           | 500          | Europees kampioenschap kwalificatie 2008         |
| 28/11/2007 | Zwitserland            | 34–26     | Michalovce           | 200          | Europees kampioenschap kwalificatie 2008         |
| 01/12/2007 | Slowakije              | 30–34     | Michalovce           | 1.200        | Europees kampioenschap kwalificatie 2008         |
| 02/12/2007 | Portugal               | 33–26     | Michalovce           | 300          | Europees kampioenschap kwalificatie 2008         |
| 31/05/2008 | Kroatië                | 40–35     | Podgorica            | 4.000        | Europees kampioenschap kwalificatie 2008         |
| 07/06/2008 | Kroatië                | 23–31     | Kutina               | 2.000        | Europees kampioenschap kwalificatie 2008         |
| 25/11/2008 | Slovenië               | 32–22     | Pljevlja             | 2.000        | Wereldkampioenschap kwalificatie 2009            |
| 26/11/2008 | Finland                | 37–24     | Pljevlja             | 2.000        | Wereldkampioenschap kwalificatie 2009            |
| 28/11/2008 | Bulgarije              | 40–21     | Pljevlja             | 2.000        | Wereldkampioenschap kwalificatie 2009            |
| 29/11/2008 | Azerbeidzjan           | 41–20     | Pljevlja             | 2.000        | Wereldkampioenschap kwalificatie 2009            |
| 30/11/2008 | Italië                 | 32–28     | Pljevlja             | 1.500        | Wereldkampioenschap kwalificatie 2009            |
| 07/06/2009 | Zweden                 | 17–24     | Skövde               | 1.700        | Wereldkampioenschap kwalificatie 2009            |
| 14/06/2009 | Zweden                 | 28–28     | Pljevlja             | 2.500        | Wereldkampioenschap kwalificatie 2009            |
| 14/10/2009 | Polen                  | 31–21     | Lublin               | 1.800        | Europees kampioenschap kwalificatie 2010         |
| 17/10/2009 | Rusland                | 28–28     | Podgorica            | 4.000        | Europees kampioenschap kwalificatie 2010         |
| 31/03/2010 | Slowakije              | 39–24     | Pljevlja             | 2.500        | Europees kampioenschap kwalificatie 2010         |
| 04/04/2010 | Slowakije              | 32–27     | Hlohovec             | 500          | Europees kampioenschap kwalificatie 2010         |
| 26/05/2010 | Polen                  | 35–32     | Pljevlja             | 2.500        | Europees kampioenschap kwalificatie 2010         |
| 30/05/2010 | Rusland                | 31–28     | Tsjechov             | 500          | Europees kampioenschap kwalificatie 2010         |
| 07/12/2010 | Rusland                | 24–22     | Aarhus               | 600          | Europees kampioenschap 2010                      |
| 09/12/2010 | IJsland                | 26–23     | Aarhus               | 1.200        | Europees kampioenschap 2010                      |
| 11/12/2010 | Kroatië                | 28–29     | Aarhus               | 1.000        | Europees kampioenschap 2010                      |
| 13/12/2010 | Spanje                 | 22–20     | Herning              | 3.000        | Europees kampioenschap 2010                      |
| 14/12/2010 | Roemenië               | 21–23     | Herning              | 3.420        | Europees kampioenschap 2010                      |
| 16/12/2010 | Denemarken             | 30–29     | Herning              | 11.461       | Europees kampioenschap 2010                      |
| 18/12/2010 | Frankrijk              | 19–23     | Herning              | 3.320        | Europees kampioenschap 2010                      |
| 03/06/2011 | Tsjechië               | 42–26     | Olomouc              | 1.000        | Wereldkampioenschap kwalificatie 2011            |
| 10/06/2011 | Tsjechië               | 33–26     | Pljevlja             | 2.000        | Wereldkampioenschap kwalificatie 2011            |
| 19/10/2011 | Verenigd Koninkrijk    | 34–18     | Herceg Novi          | 1.000        | Europees kampioenschap kwalificatie 2012         |
| 22/10/2011 | Polen                  | 31–27     | Chorzów              | 1.000        | Europees kampioenschap kwalificatie 2012         |
| 03/12/2011 | IJsland                | 21–22     | Santos               | 1.200        | Wereldkampioenschap 2011                         |
| 04/12/2011 | Duitsland              | 25–24     | Santos               | 500          | Wereldkampioenschap 2011                         |
| 06/12/2011 | Angola                 | 28–26     | Santos               | 350          | Wereldkampioenschap 2011                         |
| 07/12/2011 | China                  | 42–15     | Santos               | 200          | Wereldkampioenschap 2011                         |
| 09/12/2011 | Noorwegen              | 27–28     | Santos               | 1.000        | Wereldkampioenschap 2011                         |
| 11/12/2011 | Spanje                 | 19–23     | Barueri              | 700          | Wereldkampioenschap 2011                         |
| 21/03/2012 | Rusland                | 23–22     | Podgorica            | 4.000        | Europees kampioenschap kwalificatie 2012         |
| 25/03/2012 | Rusland                | 23–24     | Rostov aan de Don    | 2.500        | Europees kampioenschap kwalificatie 2012         |
| 25/05/2012 | Japan                  | 30–24     | Lyon                 | 1.500        | Olympische Spelen kwalificatie 2012              |
| 26/05/2012 | Roemenië               | 34–23     | Lyon                 | 3.200        | Olympische Spelen kwalificatie 2012              |
| 27/05/2012 | Frankrijk              | 22–20     | Lyon                 | 4.500        | Olympische Spelen kwalificatie 2012              |
| 30/05/2012 | Verenigd Koninkrijk    | 37–22     | Londen               | 500          | Europees kampioenschap kwalificatie 2012         |
| 03/06/2012 | Polen                  | 32–23     | Podgorica            | 3.000        | Europees kampioenschap kwalificatie 2012         |
| 28/07/2012 | Verenigd Koninkrijk    | 31–19     | Londen               | 3.941        | Olympische Spelen 2012                           |
| 30/07/2012 | Brazilië               | 25–27     | Londen               | 3.974        | Olympische Spelen 2012                           |
| 01/08/2012 | Angola                 | 30–25     | Londen               | 4.354        | Olympische Spelen 2012                           |
| 03/08/2012 | Kroatië                | 26–27     | Londen               | 4.541        | Olympische Spelen 2012                           |
| 05/08/2012 | Rusland                | 25–25     | Londen               | 4.444        | Olympische Spelen 2012                           |
| 07/08/2012 | Frankrijk              | 23–22     | Londen               | 4.559        | Olympische Spelen 2012                           |
| 09/08/2012 | Spanje                 | 27–26     | Londen               | 9.087        | Olympische Spelen 2012                           |
| 11/08/2012 | Noorwegen              | 23–26     | Londen               | 9.739        | Olympische Zomerspelen 2012 – Finale             |
| 04/12/2012 | IJsland                | 26–16     | Vršac                | 2.800        | Europees kampioenschap 2012                      |
| 05/12/2012 | Rusland                | 30–27     | Vršac                | 1.500        | Europees kampioenschap 2012                      |
| 07/12/2012 | Roemenië               | 23–20     | Vršac                | 4.000        | Europees kampioenschap 2012                      |
| 09/12/2012 | Hongarije              | 28–26     | Novi Sad             | 1.500        | Europees kampioenschap 2012                      |
| 11/12/2012 | Duitsland              | 20–27     | Novi Sad             | 1.000        | Europees kampioenschap 2012                      |
| 13/12/2012 | Spanje                 | 27–23     | Novi Sad             | 1.200        | Europees kampioenschap 2012                      |
| 15/12/2012 | Servië                 | 27–26     | Belgrado             | 13.000       | Europees kampioenschap 2012                      |
| 16/12/2012 | Noorwegen              | 34–31     | Belgrado             | 10.000       | Europees kampioenschap 2012 - Finale             |
| 07/12/2013 | Zuid-Korea             | 23–22     | Belgrado             | 1.100        | Wereldkampioenschap 2013                         |
| 08/12/2013 | Congo-Kinshasa         | 35–9      | Belgrado             | 800          | Wereldkampioenschap 2013                         |
| 10/12/2013 | Dominicaanse Republiek | 33–19     | Belgrado             | 300          | Wereldkampioenschap 2013                         |
| 11/12/2013 | Frankrijk              | 16–17     | Belgrado             | 600          | Wereldkampioenschap 2013                         |
| 13/12/2013 | Nederland              | 27–25     | Belgrado             | 600          | Wereldkampioenschap 2013                         |
| 15/12/2013 | Denemarken             | 21–22     | Belgrado             | 1.500        | Wereldkampioenschap 2013                         |
| 23/10/2013 | Polen                  | 25–21     | Podgorica            | 3.500        | Europees kampioenschap kwalificatie 2014         |
| 27/10/2013 | Portugal               | 29–24     | Coimbra              | 1.000        | Europees kampioenschap kwalificatie 2014         |
| 26/03/2014 | Tsjechië               | 24–23     | Most                 | 1.100        | Europees kampioenschap kwalificatie 2014         |
| 30/03/2014 | Tsjechië               | 25–22     | Bijelo Polje         | 3.000        | Europees kampioenschap kwalificatie 2014         |
| 11/06/2014 | Polen                  | 25–22     | Częstochowa          | 6.700        | Europees kampioenschap kwalificatie 2014         |
| 15/06/2014 | Portugal               | 22–22     | Nikšić               | 1.000        | Europees kampioenschap kwalificatie 2014         |
| 08/12/2014 | Servië                 | 22–19     | Osijek               | 2.200        | Europees kampioenschap 2014                      |
| 10/12/2014 | Slowakije              | 28–24     | Osijek               | 2.000        | Europees kampioenschap 2014                      |
| 12/12/2014 | Frankrijk              | 20–24     | Osijek               | 2.000        | Europees kampioenschap 2014                      |
| 14/12/2014 | Duitsland              | 27–20     | Zagreb               | 1.200        | Europees kampioenschap 2014                      |
| 16/12/2014 | Nederland              | 31–27     | Zagreb               | 1.500        | Europees kampioenschap 2014                      |
| 17/12/2014 | Zweden                 | 30–29     | Zagreb               | 1.000        | Europees kampioenschap 2014                      |
| 19/12/2014 | Spanje                 | 18–19     | Boedapest            | 3.500        | Europees kampioenschap 2014                      |
| 21/12/2014 | Zweden                 | 23–25     | Boedapest            | 5.500        | Europees kampioenschap 2014 - wedstrijd om brons |
| 07/06/2015 | IJsland                | 28–19     | Podgorica            | 2.000        | Wereldkampioenschap kwalificatie 2015            |
| 14/06/2015 | IJsland                | 19–19     | Reykjavik            | 600          | Wereldkampioenschap kwalificatie 2015            |
| 07/10/2015 | Noord-Macedonië        | 21–14     | Bar                  | 2.200        | Europees kampioenschap kwalificatie 2016         |
| 11/10/2015 | Slovenië               | 22–20     | Ljubljana            | 1.000        | Europees kampioenschap kwalificatie 2016         |
| 05/12/2015 | Servië                 | 28–28     | Herning              | 4.700        | Wereldkampioenschap 2015                         |
| 06/12/2015 | Japan                  | 29–23     | Herning              | 2.500        | Wereldkampioenschap 2015                         |
| 08/12/2015 | Hongarije              | 32–15     | Herning              | 7.000        | Wereldkampioenschap 2015                         |
| 09/12/2015 | Tunesië                | 37–26     | Herning              | 1.700        | Wereldkampioenschap 2015                         |
| 11/12/2015 | Denemarken             | 23–21     | Herning              | 12.500       | Wereldkampioenschap 2015                         |
| 14/12/2015 | Angola                 | 38–28     | Herning              | 1.500        | Wereldkampioenschap 2015                         |
| 16/12/2015 | Noorwegen              | 25–26     | Kolding              | 2.800        | Wereldkampioenschap 2015                         |
| 18/12/2015 | Denemarken             | 20–28     | Herning              | 9.800        | Wereldkampioenschap 2015                         |
| 20/12/2015 | Frankrijk              | 23–34     | Herning              | 1.000        | Wereldkampioenschap 2015                         |
| 10/03/2016 | Kroatië                | 22–23     | Split                | 4.500        | Europees kampioenschap kwalificatie 2016         |
| 12/03/2016 | Kroatië                | 31–29     | Bar                  | 3.500        | Europees kampioenschap kwalificatie 2016         |
| 18/03/2016 | Uruguay                | 34–19     | Aarhus               | 1.100        | Olympische Spelen kwalificatie 2016              |
| 19/03/2016 | Denemarken             | 26–22     | Aarhus               | 3.200        | Olympische Spelen kwalificatie 2016              |
| 20/03/2016 | Roemenië               | 23–23     | Aarhus               | 1.200        | Olympische Spelen kwalificatie 2016              |
| 02/06/2016 | Noord-Macedonië        | 27–21     | Skopje               | 600          | Europees kampioenschap kwalificatie 2016         |
| 05/06/2016 | Slovenië               | 24–22     | Bijelo Polje         | 2.000        | Europees kampioenschap kwalificatie 2016         |
| 06/08/2016 | Spanje                 | 19–25     | Rio de Janeiro       | 8.000        | Olympische Spelen 2016                           |
| 08/08/2016 | Angola                 | 25–27     | Rio de Janeiro       | 2.000        | Olympische Spelen 2016                           |
| 10/08/2016 | Roemenië               | 21–25     | Rio de Janeiro       | 1.500        | Olympische Spelen 2016                           |
| 12/08/2016 | Noorwegen              | 19–28     | Rio de Janeiro       | 3.000        | Olympische Spelen 2016                           |
| 14/08/2016 | Brazilië               | 23–29     | Rio de Janeiro       | 10.000       | Olympische Spelen 2016                           |
| 05/12/2016 | Denemarken             | 21–22     | Malmö                | 2.000        | Europees kampioenschap 2016                      |
| 07/12/2016 | Tsjechië               | 28–27     | Malmö                | 1.000        | Europees kampioenschap 2016                      |
| 09/12/2016 | Hongarije              | 14–21     | Malmö                | 1.500        | Europees kampioenschap 2016                      |
| 09/06/2017 | Wit-Rusland            | 33–26     | Bar                  | 2.000        | Wereldkampioenschap kwalificatie 2017            |
| 15/06/2017 | Wit-Rusland            | 23–25     | Minsk                | 1.800        | Wereldkampioenschap kwalificatie 2017            |
| 28/09/2017 | Slowakije              | 24–23     | Bar                  | 2.100        | Europees kampioenschap kwalificatie 2018         |
| 01/10/2017 | Italië                 | 23–16     | Brescia              | 2.000        | Europees kampioenschap kwalificatie 2018         |
| 02/12/2017 | Denemarken             | 31–24     | Oldenburg            | 3.100        | Wereldkampioenschap 2017                         |
| 03/12/2017 | Rusland                | 24–28     | Oldenburg            | 2.300        | Wereldkampioenschap 2017                         |
| 05/12/2017 | Japan                  | 28–29     | Oldenburg            | 1.100        | Wereldkampioenschap 2017                         |
| 06/12/2017 | Tunesië                | 29–23     | Oldenburg            | 2.000        | Wereldkampioenschap 2017                         |
| 08/12/2017 | Brazilië               | 23–23     | Oldenburg            | 3.700        | Wereldkampioenschap 2017                         |
| 10/12/2017 | Servië                 | 31–29     | Maagdenburg          | 3.000        | Wereldkampioenschap 2017                         |
| 12/12/2017 | Frankrijk              | 22–25     | Leipzig              | 2.100        | Wereldkampioenschap 2017                         |
| 21/03/2018 | Polen                  | 26–20     | Gdynia               | 2.000        | Europees kampioenschap kwalificatie 2018         |
| 24/03/2018 | Polen                  | 33–23     | Pljevlja             | 4.000        | Europees kampioenschap kwalificatie 2018         |
| 31/05/2018 | Slowakije              | 27–24     | Michalovce           | 1.200        | Europees kampioenschap kwalificatie 2018         |
| 02/06/2018 | Italië                 | 28–22     | Podgorica            | 1.500        | Europees kampioenschap kwalificatie 2018         |
| 30/11/2018 | Slovenië               | 36–32     | Nancy                | 2.000        | Europees kampioenschap 2018                      |
| 02/12/2018 | Rusland                | 23–24     | Nancy                | 3.500        | Europees kampioenschap 2018                      |
| 04/12/2018 | Frankrijk              | 20–25     | Nancy                | 5.300        | Europees kampioenschap 2018                      |
| 06/12/2018 | Zweden                 | 30–28     | Nantes               | 2.800        | Europees kampioenschap 2018                      |
| 10/12/2018 | Servië                 | 28–27     | Nantes               | 2.500        | Europees kampioenschap 2018                      |
| 12/12/2018 | Denemarken             | 23–24     | Nantes               | 4.000        | Europees kampioenschap 2018                      |
| 31/05/2019 | Tsjechië               | 24-26     | Most                 | 860          | Wereldkampioenschap kwalificatie 2019            |
| 5/06/2019  | Tsjechië               | 25-23     | Nikšić               | 4.078        | Wereldkampioenschap kwalificatie 2019            |
| 30/11/2019 | Senegal                | 29-25     | Yatsushiro           | 1.900        | \|Wereldkampioenschap 2019                       |
| 1/12/2019  | Kazachstan             | 30-21     | Yatsushiro           | 1.910        | Wereldkampioenschap 2019                         |
| 3/12/2019  | Hongarije              | 25-24     | Nishi-ku, Kumamoto   | 1.600        | Wereldkampioenschap 2019                         |
| 4/12/2019  | Roemenië               | 27-26     | Nishi-ku, Kumamoto   | 1.700        | Wereldkampioenschap 2019                         |
| 6/12/2019  | Spanje                 | 26-27     | Yatsushiro           | 2.000        | Wereldkampioenschap 2019                         |
| 8/12/2019  | Japan                  | 30-26     | Higashi-ku, Kumamoto | 7.356        | Wereldkampioenschap 2019                         |
| 10/12/2019 | Rusland                | 28-35     | Higashi-ku, Kumamoto | 6.338        | Wereldkampioenschap 2019                         |
| 11/12/2019 | Zweden                 | 26-23     | Higashi-ku, Kumamoto | 1.926        | Wereldkampioenschap 2019                         |
| 13/12/2019 | Servië                 | 28-26     | Higashi-ku, Kumamoto | 5.690        | Wereldkampioenschap 2019                         |